# 南坎人民医院
南坎人民医院原称南坎医院，是缅甸掸邦木姐县南坎的一所医院，由基督教会在英国殖民时期建立。戈登·西格雷夫曾在此工作，由于西格雷夫的贡献，医院也被称作西格雷夫医院（英语：the Hospital of Dr. Seagrave）。南坎医院位于瑞丽江南岸，二战时期与雷允飞机制造厂隔江而望，由于房屋牢固，曾被日军作为炮兵阵地。1965年，西格雷夫过世后医院被缅甸政府收归国有，改名南坎人民医院。

## 资料来源
1. ↑  戈叔亚. . 2008-01-06  [2017-11-30]. （原始内容存档于2017-12-01）.
2. ↑  . 缅甸中文网. 2017-09-01  [2017-11-30].[永久]